# شیر (فیلم)
شیر (تلگویی: షేర్) یک فیلم اکشن هندی است که در سال ۲۰۱۵ منتشر شد.

## بازیگران
- نانداموری کالیان رام
- سونال چوهان
- موکش ریشی
- اشیش ویدیارتی
- سایاجی شینده
- نورا فتحی